# آزیریدین‌ها

میتومایسین سی، یک آزیریدین است که به دلیل فعالیت ضدتوموری به عنوان یک داروی شیمی درمانی استفاده می‌شود.

آزیریدین‌ها (به انگلیسی: Aziridine) ترکیبات آلی حاوی گروه عاملی آزیریدین است که یک هتروسیکل سه‌عضوی با یک پل آمین (-NR-) و دو پل‌متیلن (CR
۲-)می‌باشد. ترکیب اصلی آزیریدین (یا اتیلن ایمین)، با فرمول مولکولی C
۲H
۴NH است. چندین دارو وجود دارد که دارای حلقه‌های آزیریدین است، از جمله میتومایسین سی، پورفیرومایسین و آزینومایسین بی (کارزینوفیلین).